# La Joya (Bolivia)
La Joya es una localidad de Bolivia, ubicada en el municipio de Caracollo en el departamento de Oruro en las tierras altas de  en los Andes sudamericanos.

## Ubicación
La Joya es  una localidad en el municipio de Caracollo en la provincia de Cercado . El pueblo de La Joya se encuentra a una altitud de 3.736 m en la margen derecha del río Desaguadero, que conecta el lago Titicaca por el norte con el lago Poopó por el sur en el altiplano boliviano.

## Geografía
La Joya se encuentra en el Altiplano boliviano entre las cadenas montañosas andinas de la Cordillera Occidental al oeste y la Cordillera Central al este.
La temperatura promedio promedio de la región es de poco menos de 11 °C, la precipitación anual es de unos 400 mm (ver diagrama climático de Oruro). La región tiene un clima diurno pronunciado, las temperaturas medias mensuales varían sólo ligeramente entre 6 °C en junio/julio y 13–14 °C en noviembre/diciembre. La precipitación mensual varía desde menos de 10 mm en los meses de mayo y agosto hasta alrededor de 80 mm de enero a febrero.

## Infraestructura
La Joya se encuentra a 54 kilómetros por carretera al noroeste de la ciudad de Oruro, capital del departamento del mismo nombre.
Desde Oruro, la ruta nacional pavimentada Ruta 1 se dirige hacia el norte hacia Caracollo y La Paz . Cinco kilómetros después de Oruro, un camino de tierra se bifurca hacia el noroeste y cruza el río Desaguadero después de 44 kilómetros. El camino conduce en línea recta a La Joya después de cinco kilómetros, mientras que un camino sin salida de tres kilómetros se bifurca justo después del puente en dirección sur hacia el pueblo vecino de Chuquiña .

## Demografía
La población del pueblo ha aumentado solo ligeramente en las últimas dos décadas:
| Año  | Habitantes | Fuente |
| ---- | ---------- | ------ |
| 1992 | 1 221      | Censo  |
| 2001 | 1 817      | Censo  |
| 2012 | 1 481      | Censo  |

La población aimara es predominante en La Joya, y en el municipio de Caracollo el 72.2 por ciento de la población habla el idioma aimara .